# Визорок
Визорок (біл. Вызарак) — село в Білорусі, у Барановицькому районі Берестейської області. Орган місцевого самоврядування — Городищенська сільська рада (Барановицький район).

## Населення
За переписом населення Білорусі 2009 року чисельність населення села становило 29 осіб.